# Дескуры
Дескуры (пол. Deskur) — дворянский род.
Дворянская фамилия, выехавшая из Франции и в царствование Короля Августа II поселившаяся в Польше. Из них Иван Капитан пешей Гвардии Великого Княжества Литовского, Михаил Хорунжий, равно Павел и Иероним, сыновья Петра Дескура Оберштерлейтенанта упомянутой Гвардии, за мужество и заслуги оказанные ими и отцом их на военном поприще, грамотою Короля Польского Станислава Августа 1766 года Ноября 15 дня, возведены в дворянское достоинство, вместе с пожалованием выше изображённого герба.
- Дескур, Анджей Мария (1924—2011) — польский куриальный кардинал.

## Описание герба
В голубом поле гора золото-скалистая, на мураве; на вершине горы две пёстрые галки, одна к другой обращённые.
В навершии шлема дворянская корона. Герб Гура Злотоскалистая (употребляют: Дескуры) внесён в Часть 2 Гербовника дворянских родов Царства Польского, стр. 55.